# Juno
För andra betydelser, se Juno (olika betydelser).

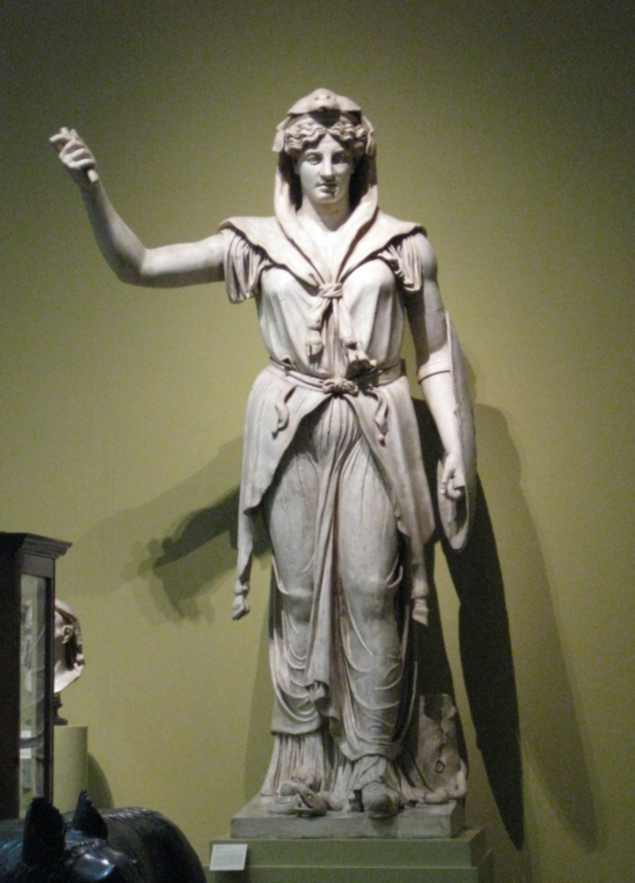
Juno Sospita.

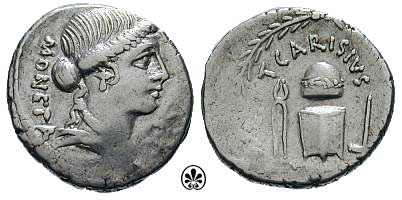
Juno avbildad på en denar.

Juno, (latin: Iuno, uttalas [juno]) var den högsta gudinnan och gudarnas drottning, Juno Regina, i romersk mytologi. Hon var förknippad med gifta kvinnor och barnafödande och var statens beskyddare och rådgivare. Hon var gift med Jupiter och mor till Mars, Vulcanus, Bellona och Juventas.  Juno likställdes med den grekiska gudinnan Hera, och övertog därmed Heras myter och funktioner: hennes helgade djur var påfågeln. Hennes lokala föregångare var den etruskiska gudinnan Uni. 
Juno räknades som kvinnornas beskyddare. Ordet juno betecknar i romersk religion den livgivande och fortplantande kraften hos kvinnan, liksom genius motsvarande kraft hos mannen, senare skyddsande. Junonisk har kommit att beteckna en stor och yppig kvinnogestalt. 
Hon var också Roms skyddsgudinna och var under namnet Juno Capitolina en av de tre gudarna i den Kapitoliska Triaden tillsammans med Jupiter och Minerva, och ett tempel på Kapitolium i Rom var helgat åt denna treenighet.   
Juno hade en rad olika namn, som betecknar hennes olika funktioner. Juno Sospita var hennes namn som krigsgudinna, och som sådan avbildas hon ofta beväpnad och klädd i getskinn. Juno Curitis och Juno Moneta bedöms båda ha varit ytterligare namn på hennes funktion som krigsgudinna. 
Juno Lucina var Junos namn i hennes funktion av barnbördens gudinna, och till ära för henne som sådan firades festivalen Lupercalierna. Juno Caprotina betecknar Junos sexuella aspekt som fruktbarhetsgudinna. 

## Eftermäle
Adjektivet junonisk (i betydelsen "kvinna med accentuerade former") kommer från den romerska gudinnans namn.
Den amerikanska rymdsonden Juno är uppkallad efter henne. Juno är också namnet på en av de största asteroiderna i asteroidbältet.